# De liefde van vier kolonels
De liefde van vier kolonels is een hoorspel naar het toneelstuk The Love of Four Colonels (1951) van Peter Ustinov. Een Duitse hoorspelbewerking werd op 15 mei 1952 onder de titel Die Liebe der vier Obersten door de Nordwestdeutscher Rundfunk uitgezonden. De VARA bracht het in een vertaling van Willy Wielek-Berg op zaterdag 27 november 1965. De muziek van Anthony Hopkins werd uitgevoerd door het Radio-kamerorkest o.l.v. Roelof Krol. De regisseur was S. de Vries jr. Het hoorspel duurde 98 minuten.

## Rolbezetting
- Enny Mols-de Leeuwe (Doornroosje)
- Fé Sciarone (de goede fee)
- Paul Deen (de boze fee)
- Frans Somers (kolonel Desmond de Rinder-Sparrow)
- Paul van der Lek (kolonel Wesley Breitenspiegel)
- Jan Borkus (kolonel Aimé Frappot)
- Pieter Lutz (kolonel Alexander Ikonenko)
- Louis de Bree (de burgemeester van Herzogenburg)
- Trudy Libosan (Mrs. Shirley Breitenspiegel)
- Paula Majoor (Mme Thérèse Frappot)
- Joke Hagelen (Mrs. Mable Rinder-Sparrow)

## Inhoud
Er was eens een land waarin een geallieerde militaire regering heerste. Vier kolonels - een Engelsman, een Fransman, een Amerikaan en een Rus - komen dagelijks samen in een donker ambtsvertrek. De wanden zijn bedekt met oude kennisgevingen, die alle de notitie "dringend" of "belangrijk" dragen. Verder ziet men daar: de grote foto van een naakte vrouw die zich beschaamd achter een gummibal verbergt, de tekening van een bulldog met haar jongen, de reproductie van een straatscène van Utrillo, en het ingelijste portret van Stalin. Het is geen wonder, dat men het in zo’n omgeving nooit eens wordt met elkaar. De vier geallieerden willen daarom verhuizen naar een slot, dat door doornen is omrankt. Hun besluit leidt tot sprookjesachtige conflicten, want de vier worden verliefd op Doornroosje, de sluimerende meesteres van het slot. Zal een van hen de mooie prinses verlossen?